# McCartney
Az 1970-es McCartney Paul McCartney első szólólemeze. Jellegzetessége, hogy teljes egészében, tehát mindegyik hangszert és az éneket McCartney rögzítette, eltekintve első felesége, Linda háttérvokáljától. Az album szerepel az 1001 lemez, amit hallanod kell, mielőtt meghalsz című könyvben.

## Az album dalai
| 1. | The Lovely Linda        | Paul McCartney | 0:42 |
| 2. | That Would Be Something | McCartney      | 2:37 |
| 3. | Valentine Day           | McCartney      | 1:40 |
| 4. | Every Night             | McCartney      | 2:30 |
| 5. | Hot as Sun/Glasses      | McCartney      | 2:06 |
| 6. | Junk                    | McCartney      | 1:54 |
| 7. | Man We Was Lonely       | McCartney      | 2:57 |

| 1. | Oo You             | McCartney | 2:47 |
| 2. | Momma Miss America | McCartney | 4:04 |
| 3. | Teddy Boy          | McCartney | 2:22 |
| 4. | Singalong Junk     | McCartney | 2:34 |
| 5. | Maybe I'm Amazed   | McCartney | 3:49 |
| 6. | Kreen-Akrore       | McCartney | 4:14 |

## Helyezések
| Év   | Ország             | Lista                  | Helyezés |
| ---- | ------------------ | ---------------------- | -------- |
| 1970 | USA                | Billboard Pop Albums   | 1        |
| 1970 | Egyesült Királyság | Brit albumlista        | 2        |
| 1970 | Norvégia           | VG-lista               | 2        |
| 1970 | Japán              | Oricon heti albumlista | 13       |

## Közreműködők
- Paul McCartney – ének, hangszerek
- Linda McCartney – háttérvokál

## Fordítás
Ez a szócikk részben vagy egészben a McCartney (album) című angol Wikipédia-szócikk ezen változatának fordításán alapul.  Az eredeti cikk szerkesztőit annak laptörténete sorolja fel. Ez a jelzés csupán a megfogalmazás eredetét és a szerzői jogokat jelzi, nem szolgál a cikkben szereplő információk forrásmegjelöléseként.